# ماری بن سلیمان
ماری بن سلیمان (عربی: ماري إبن سليمان؛ ۱ ژانویهٔ ۱۱۵۰ – ۱ ژانویهٔ ۱۱۴۰) یک نویسنده مسیحی نسطوری قرن دوازدهم بود که به زبان عربی می‌نوشت.